# نیکلاس پراتس
نیکلاس پراتس بیتنکورت پیرز (پرتغالی: Nicolas Prattes Bittencourt Pires)، متولد ۴ مه ۱۹۹۷ در ریو دو ژانیرو، بازیگر و خواننده برزیلی است.
او پسر بازیگر ژیزل پراتس (که گاروتا لیبرا، یکی از ۱۲ دختر زودیاک سیاره خوکسا بود) و فیلیپه پیرس و برادر جولیا پیرس است. او حتی در کالج بازرگانی مدیریت تحصیل کرد، اما تصمیم گرفت که ترک تحصیل کند تا خود را وقف حرفه بازیگری خود کند. از دوران کودکی ورزش هایی مانند شنا، جیو جیتسو، موج سواری و بوکس را انجام داد و در سال ۲۰۱۴ ورزشکار شد، زمانی که شروع به رقابت در مسابقات خیابانی در ریودوژانیرو کرد و عناوینی مانند مقام سوم در یک مسابقه ۱۰ کیلومتری را به دست آورد. زمان یک ورزشکار حرفه ای، ۳:۴۵ در هر کیلومتر) و همچنین در یک مسابقه مهم سه گانه، که ترکیبی از شنا، دوچرخه سواری و دویدن است.